# Compiler (manga)
Compiler (コンパイラ?, Konpaira) ed il suo sequel Assembler OX (アセンブラ０Ｘ?, Asenbura OX) sono due manga comici di Kia Asamiya serializzati per la Kōdansha dal 1991 al 1994, e pubblicati in Italia dalla Star Comics ad episodi mensili sulla testata Kappa Magazine. Dal manga sono stati tratti due OAV di mezz'ora l'uno.

## Trama

### Compiler
Compiler ed Assembler sono due bellissime aliene provenienti dal pianeta informatico delle routine. La loro missione è di conquistare la Terra grazie ai loro incredibili poteri. Tuttavia non hanno tenuto in conto che il pianeta è per la maggior parte costituito dall'unico elemento in grado di sconfiggerle: l'acqua. Messe KO dalla prima pioggia, le due aliene decidono di installarsi a casa dei fratelli Toshi e Nachi Igarashi, la cui casa verrà in seguito presa di mira da tutti gli emissari inviati dal pianeta delle routine per eliminare le traditrici, ma che puntualmente decidono di tradire a loro volta e vivere sulla Terra. Nel 1994 è stato pubblicato uno speciale chiamato Compiler Returns, pubblicato anche in Italia sulla testata Kappa Magazine, che rappresenta una specie di finale per la serie.

### Assembler OX
Assembler vuole assolutamente diventare un essere umano per amore di Toshi Igarashi, che a lei sembra preferire Megumi Tendoji. Ma come nella fiaba della Sirenetta, Assembler per rinascere come umana deve morire come routine. E così dopo essere stata investita da un'auto, Assembler rinasce come ragazza umana, dando il via ad una serie di avventure sempre più demenziali in compagnia della sua compagna Compiler.

### Nerima Queen
Una mini saga presente nel corso di Assembler OX è la storia di Nerima Queen. Costei è una delle 23 guerriere protettrici dei vari distretti di Tokyo. Lei appunto è la paladina di Nerima. Alla stesura di questi episodi, volutamente ispirati a Sailor Moon, ha collaborato Naoko Takeuchi, autrice proprio di Sailor Moon, che ha disegnato i costumi delle varie guerriere.

## Personaggi
- Compiler

Doppiata da Naoko Matsui.
Compiler è la routine informatica della distruzione che è stata scelta dal consiglio del mondo delle routine per disputare con Assembler la partita per la sopravvivenza della Terra. Nei primi episodi viene un po' rappresentata come la "Malvagia" un po' megalomane e fin troppo impulsiva, ma a man mano che il fumetto prosegue il suo carattere cambia, diventando sempre più assurda e demenziale. Alla fine della prima serie compare anche un'altra Compiler, Compiler Bianca, che si dichiara essere l'originale sostituita dalla copia (Compiler Nera) ma finiranno per fondersi nello stesso corpo di Compiler Nera, pur avendo due personalità distinte.
- Assembler

Doppiata da Yūko Mizutani.
Assembler, al contrario della collega è la routine della creazione e quindi la versione speculare di Compiler per quel che ne riguarda i poteri. Innamoratasi di Toshi Igarashi, Assembler decide di cambiare il suo carattere, con uno speciale circuito, per piacere di più al ragazzo che però sulle prime sembra essere molto confuso su come comportarsi con lei. Inevitabilmente, con il passare del tempo, i due vengono coinvolti nelle più assurde situazioni. Assembler ha una rivale umana in Megumi, con la quale però nel fumetto formerà un gruppo Idol, le "Drink".
- Plasma

La Regina delle routine, appare nella seconda serie per eliminare Compiler, ma viene sconfitta da Nachi.  Quindi decide pure lei di rimanere a casa Igarashi. Come se non bastasse decide che Toshi diventerà suo marito e, naturalmente, questo comporta solo guai. E lei che spinge Assembler a partecipare ad uno show televisivo che condurrà la stessa a diventare una idol.
- Toshi e Nachi Igarashi

Doppiati da Nozomu Sasaki e Kōichi Yamadera.
I fratelli Igarashi hanno una vita "normale" fino al loro incontro con Compiler e Assembler dopodiché vengono anche loro coinvolti nelle vicissitudini delle due routine. Toshi è il più normale dei due, mentre Nachi (che viene considerato la pecora nera della famiglia da sua madre, dato che assomiglia a suo padre) è il più scapestrato, viene coinvolto in piani per la dominazione del mondo, gare automobilistiche e tragiche partite a mahjong.
- Interpreter

Doppiata da Maria Kawamura.
La signorina Interpreter è anche lei una routine che, in più di un'occasione, aiuta Assembler e Compiler contro i sicari loro mandati contro dal Consiglio delle Routine. Alla fine della prima serie a Interpreter viene fatto il lavaggio del cervello e mandata contro Compiler, da qui nasce la vicenda delle pistole Super-Deformanti. Il suo potere è quello della neutralizzazione quindi riesce a bloccare gli effetti dei COMB degli altri e non è molto ferrata nei giochi di parole.
- Bias e Directory

Doppiati da Ken'yū Horiuchi e Nobuyuki Furuta.
Sono terribili agenti del consiglio delle Routine. Bias & Directory, grandi grossi e un po' stupidi, sono i primi sicari inviati dal mondo delle routine ma vengono sconfitti da Compiler. Quindi decidono di ritornare sulla Terra, e si innamorano di Assembler.
- Megumi Tendoji

Doppiato da Megumi Hayashibara.
L'unica figlia dell'onnipotente famiglia Tendoji si invaghisce di Toshi ed entra in competizione con Assembler per lui. Anche lei vagamente megalomane usa tutte le risorse possibili e immaginabili della sua famiglia per raggiungere i suoi scopi. È seguita e assistita da un anziano maggiordomo (Haga) che lei (non si sa se per quale motivo) continua a chiamare con diversi nomi "da maggiordomo" (Battista, Jeeves, Alfred...) tranne che col suo nome effettivo. I suoi fratelli (mai mostrati completamente nel manga) sembrano appartenere alla squadra speciale dei Thunderbirds e pilotano mezzi spaziali simili a quelli della serie di Gerry Anderson.